# 태풍 펑선 (2008년)
태풍 펑선(태풍 번호 0806, JTWC 지정 번호 07W, 국제명 FENGSHEN)은 2008년에 북서태평양에서 발생한 제6호 태풍이다. 특히, 필리핀에 상륙하여 많은 피해가 발생하였다. ‘펑선(風神)’은 중국에서 제출한 이름으로 글자 그대로 ‘바람의 신’이란 뜻이다.

## 태풍의 진행

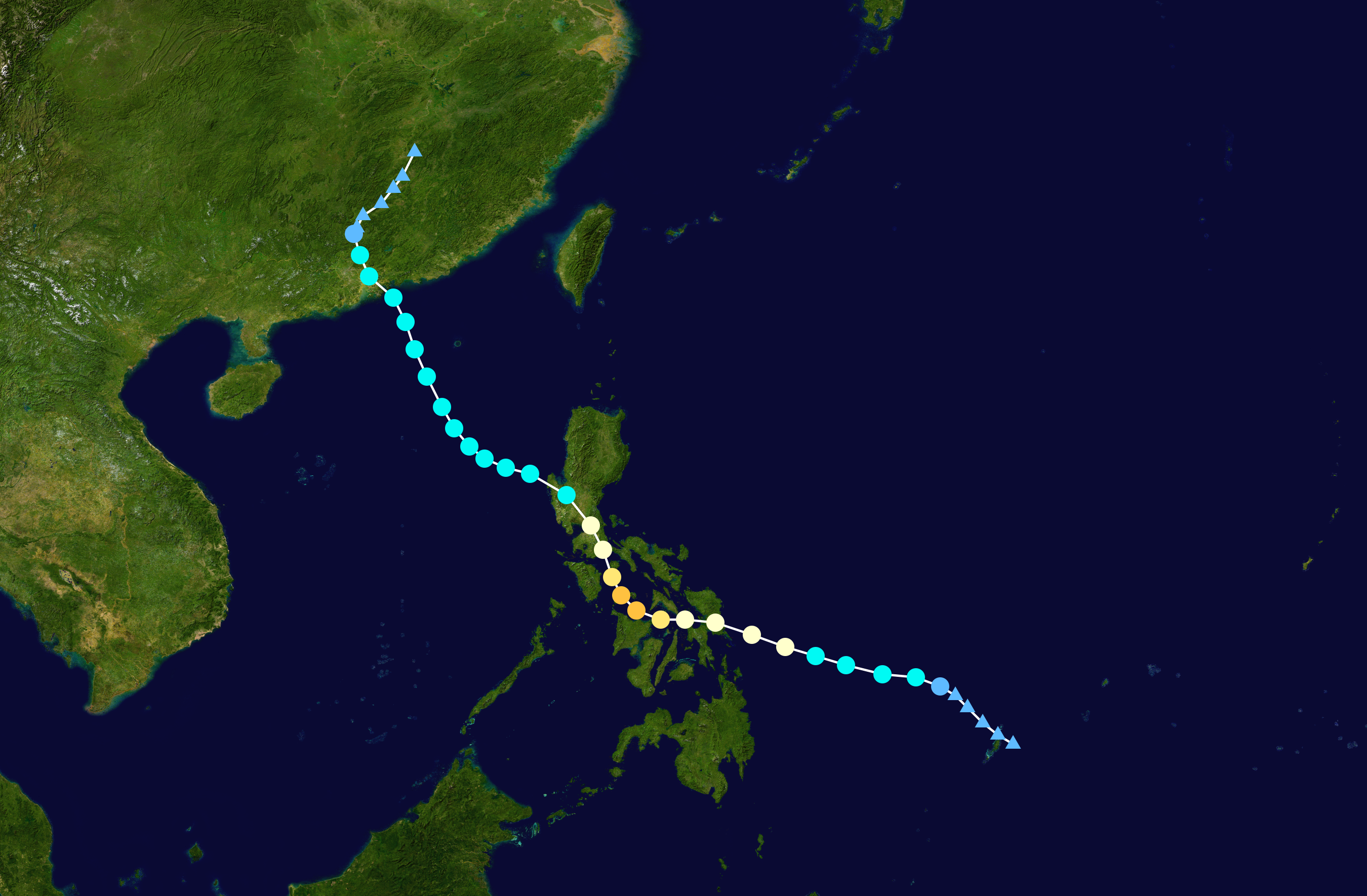
태풍 펑선의 경로

2008년 6월 16일 필리핀 민다나오섬 동쪽 해상에서 발생한 열대저압부는 점차 발달하여 6월 19일 오전 9시경에 필리핀 마닐라 동남동쪽 약 1250 km 해상에서 중심기압 1000 hPa, 최대풍속 18 m/s, 강풍반경 약 350 km로 강도는 '약', 크기는 '중형'의 태풍 펑선이 되었다. 해상에서 점차 발달하면서 발생 후 약 하루가 지난 6월 20일 필리핀 사마르섬 동부 지역에 처음 상륙하였고, 최성기를 맞이한 태풍은 중심기압 945 hPa, 최대풍속 46 m/s의 매우 강한 태풍으로 발달하여 필리핀 중심부를 강타한 뒤 중심기압 970 hPa, 최대풍속 36 m/s으로 점차 약화되어 6월 23일 루손섬 북서쪽 해상으로 빠져나갔다. 당초 태풍 펑선은 루손섬 남동부에 위치한 비콜 지역을 통과할 것으로 예보되었으나, 후에 예상 진로에서 서쪽으로 벗어난 루손섬 남서쪽에 위치한 민도로섬을 통과할 것으로 예보가 정정되었다. 그러나 필리핀 북쪽에 위치한 고기압의 세력이 약화되면서 민도로섬을 직접 통과하지 않고, 6월 22일 일요일 오전 5시에서 오전 6시 사이에 예상 진로의 북쪽에 위치한 필리핀의 수도권인 메트로 마닐라 지역을 통과하면서 많은 피해가 발생하였다. 그 후 점차 남중국해 해상에서 중심기압 985 hPa, 최대풍속 27 m/s을 유지한 채 6월 25일 중국 홍콩에 상륙하였고, 점점 약화되어 6월 26일 홍콩 북쪽 약 170 km 부근 육상에서 열대저압부로 소멸되었다.

## 피해

### 필리핀

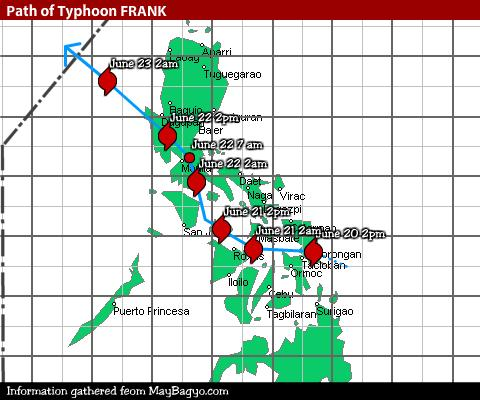
태풍 펑선의 경로 (필리핀)

태풍 펑선으로 동반된 강한 호우로 인하여 홍수가 발생하면서 최소 55명이 사망하였고, 일로일로주에서는 59명이 사망하고, 40명이 실종되었다. 일로일로주에서는 수확기에 접어든 농산물 피해가 발생하였고, 주도인 일로일로에서는 인근 저수지가 붕괴되면서 3만 명의 이재민이 발생하였으며, 비콜 지역에서는 20만 명 이상의 사람들이 태풍으로 인하여 긴급 대피하였다.
6월 23일에 발표한 필리핀 정부의 공식 기록에 따르면 98명 사망, 115명 실종, 66명 부상, 15만 5664호의 가옥이 파손되었다.(여객선 'MV 프린세스 오브 더 스타'호의 침몰에 대한 피해는 포함되지 않았다.) 필리핀 적십자사와 현지 관리는 태풍으로 최소 598명이 사망하였거나, 실종되었다고 밝혔다. 필리핀 당국은 미국 해군에 'MV 프린세스 오브 더 스타'호의 구조 작업 지원을 요청하였다고 밝혔다.

#### 여객선 침몰
피해 선박인 여객선 '프린세스 오브 더 스타'호는 6월 22일 새벽 5시에 필리핀 마닐라에서 출발해 세부로 가던 중 필리핀 해역 시부얀 섬 부근에서 엔진 고장으로 표류하다가 태풍 펑선으로 인하여 발생한 강한 파도에 전복되어 침몰하였다. 원래 '프린세스 오브 더 스타'호는 2만 3824톤급으로 필리핀 마닐라와 세부 구간을 운항하는 정기 여객선이었다. 최대 승선 가능 인원은 2000명이지만, 침몰 당시에는 관광객과 선원 등을 합쳐 864명이 타고 있었다.
생존자는 현재까지 57명이며, 필리핀 당국은 나머지 800여명의 생존 가능성은 희박한 것으로 보고 있다. 사고 해역에서 130 km 떨어진 무라나이 마을에서는 구명보트를 타고 표류하던 승객 일부가 구출되었다.

### 홍콩
6월 25일에는 필리핀에 많은 피해를 입힌 태풍 펑선이 홍콩에 상륙하여 태풍 경보 8이 발령되면서 홍콩 증시 개장시간이 연기되었고, 홍콩과 마카오 사이를 운항하는 페리선의 운항도 중단되었다.

### 중국

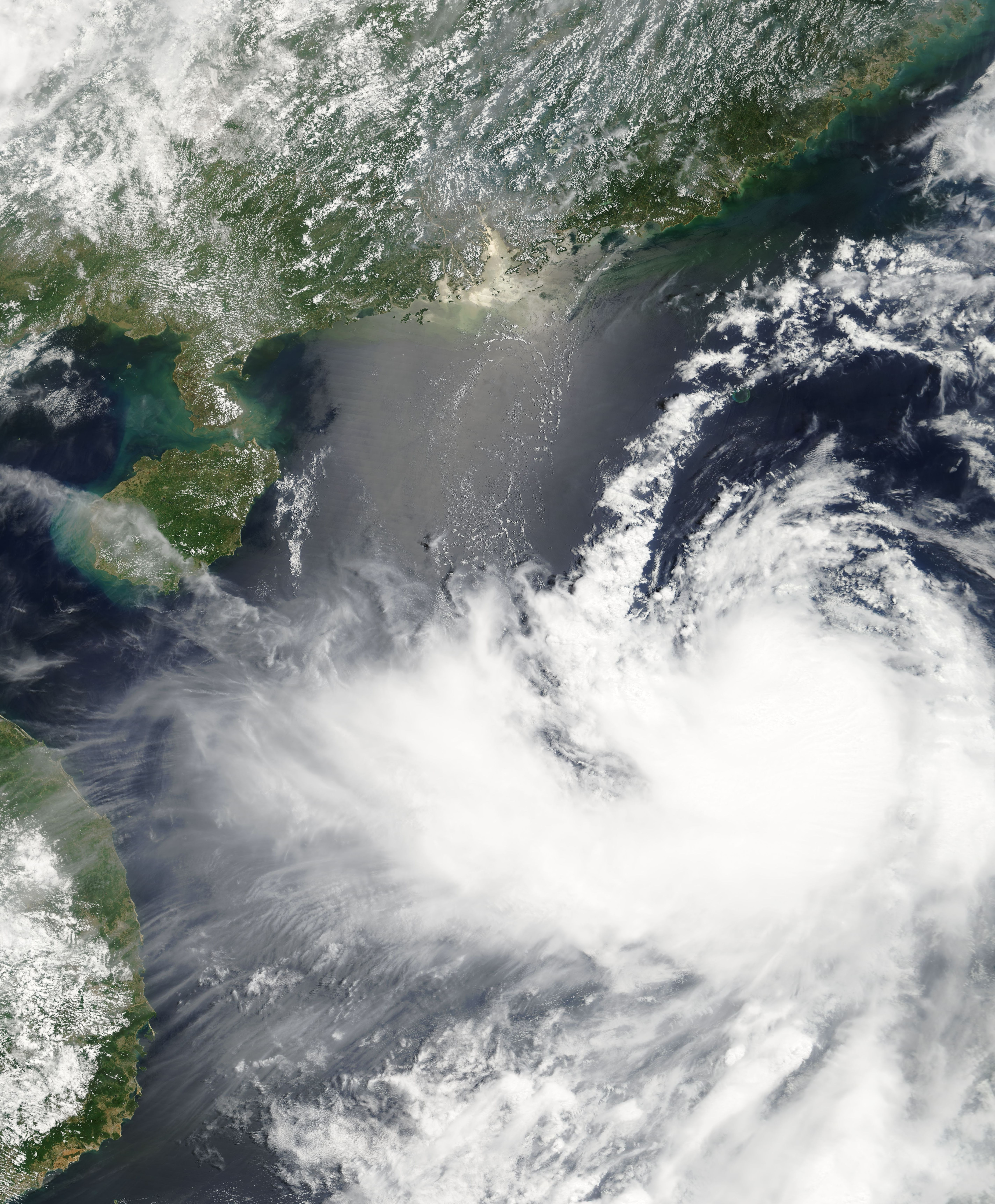
남중국해를 통과하는 태풍 펑선

열대저압부로 약화된 태풍 펑선은 6월 27일과 6월 28일 이틀 동안 중국 남부의 광둥성에 상륙하여 총 14명이 사망하고, 9명이 실종되었다. 광둥성에서는 이틀 동안 총 100 mm의 폭우가 내렸으며, 15곳의 댐이 위험 수위를 넘어서고, 일부 지역에서는 산사태가 발생하였다. 그리고 부두 인근 거주 주민 6600여명이 긴급 대피하고, 34만명의 이재민이 발생하였고, 가옥 1200채가 붕괴되었다. 그 후 6월 30일에 약화된 열대저압부가 북상하면서 윈난성에서는 48명이 사망하고 2명이 실종되었으며, 10명이 부상을 당하였다. 그리고 1만 2600여명이 긴급 대피하고 208만명의 이재민이 발생하였으며, 2500채의 가옥이 붕괴되고 2만 5800채의 가옥이 피해를 입었다. 또, 농경지 1만ha가 침수되는 등 윈난성 당국은 직접적인 경제 손실이 7억 500만달러에 이른다고 밝혔다.

## 제명
필리핀 기상청은 이 태풍의 필리핀식 이름, 'Frank'를 제명시키기로 결정하였다.

## 같이 보기
- 2008년 태풍